# Đăng ten

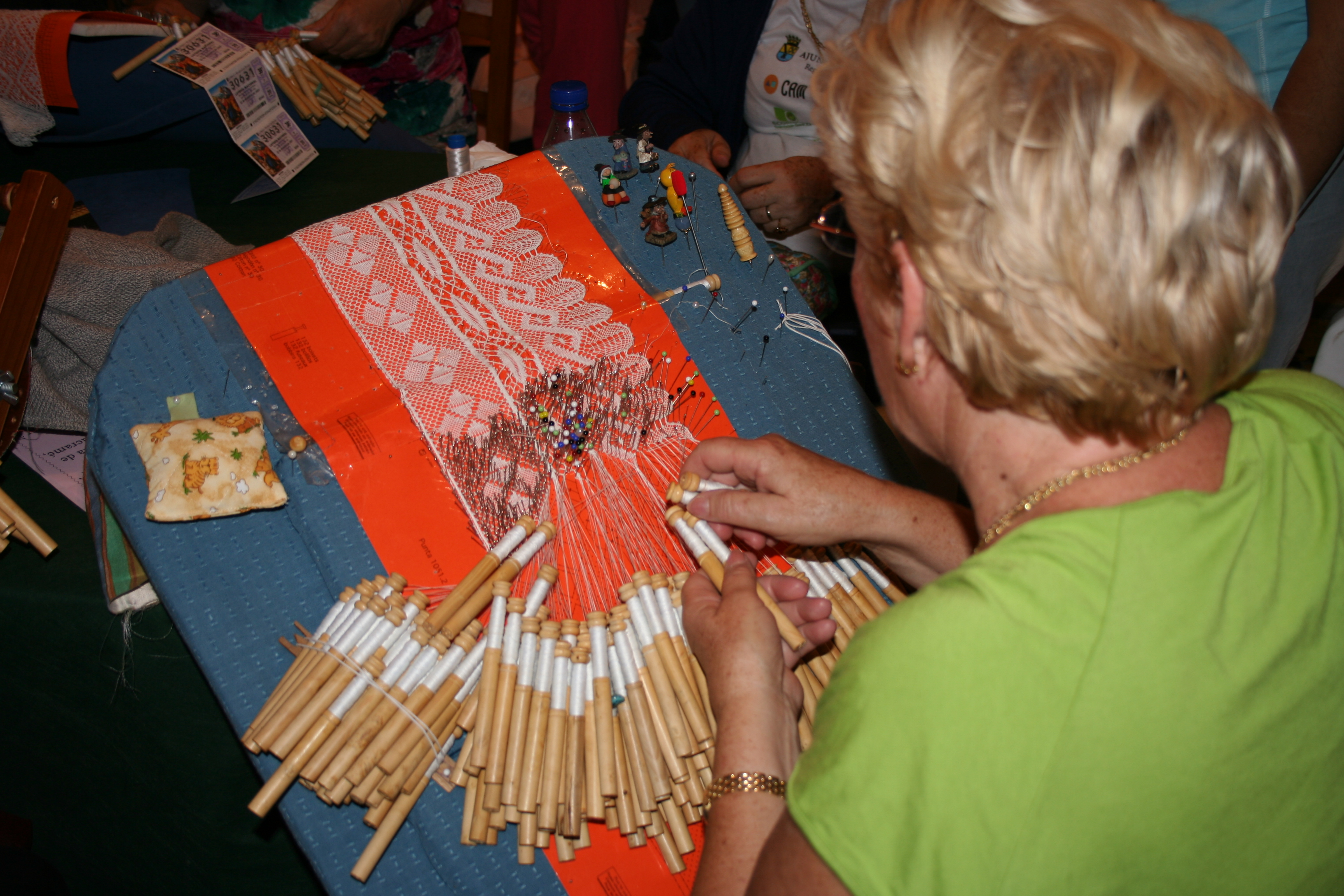
Thợ đan đăng ten với tấm đăng ten đang hình thành

Đăng ten (từ tiếng Pháp: dentelle) hay ren là một loại vải đan thủng, thuộc hàng thủ công nhưng nay cũng làm bằng máy. Người thợ có thể tạo lỗ thủng bằng cách rút chỉ từ một miếng vải nguyên vẹn nhưng thông thường thì người làm đăng ten cố ý đan lỗ thưa. Nghề đăng ten xuất phát từ Âu châu hình thành vào cuối thế kỷ 15, đầu thế kỷ 16. Đăng ten dùng chỉ móc, vặn, hoặc bện lại với nhau thành mảnh vải thưa có hình mỹ thuật.
Chỉ đan đăng ten xưa làm bằng lanh, tơ lụa và cả vàng bạc cũng được xe thành chỉ. Nay thì chuộng chỉ bông vải hoặc sợi nhân tạo.

## Việt Nam
Nghề đăng ten du nhập Việt Nam vào khoảng năm 1900 thời Pháp thuộc do một phụ nữ người Pháp tên Autigeon dạy cho dân vùng Thường Tín. Năm 1902 và 1903 nhân cuộc đấu xảo Hà Nội đã có triển lãm hàng đăng ten độc đáo sản xuất ở Bắc Kỳ.
Tên bà Autigeon sau được dùng đặt tên cho con phố ở Hà Nội. Con đường đó đến thập niên 1950 đổi tên thành đường Đặng Tất.